# Милета Окиљевић
Милета Окиљевић (Платице, код Гацка, 1921 — Автовац, код Гацка, 18. мај 1944), учесник Народноослободилачке борбе и народни херој Југославије.

## Биографија
Рођен је 1921. године у сели Платицама, код Гацка. Потицао је из земљорадничке породице. Основну школу је похађао у оближњим селима Жањевици и Равном. Након тога је завршио Грађанску школу у Гацком. Због болести оца Јефте, који се из Првог светског рата, вратио болестан и неспособан за рад, главни терет издржавања многочлане породице пао је на Милету и његовог старијег брата Гојка.
Након окупације Југославије и стварања усташке Независне Државе Хрватске, 1941. године, усташе су отпочеле масовне злочине над српским становништвом у Херцеговини. Како би се одбранили од усташких покоља, српски сељаци почињу да се организују и пружају отпор, а почетком јуна 1941. избија устанак у Херцеговини. Милета и његова старија браћа Гојко и Милинко, који је био подофицир Југословенске војске, ступају у редове устаника. У току лета Милета и његова браћа ступају у Народноослободилачки покрет (НОП) и постају партизански борци.
Почетком 1942. године Милета је био примљен у чланство Савеза комунистичке омладине Југославије (СКОЈ), а потом и у чланство Комунистичке партије Југославије (КПЈ).
Као борац Херцеговачког партизанског одреда, Милета је 11. јуна 1942. године учествовао у нападу на утврђене четнике на брду Гат, код Гацка. Након тешке борбе, партизански напад је био одбијен, а приликом повлачења са Гатачког поља Милета је био заробљен од четника. Тада је био одведен у Гацко, где је био затворен. Након неколико дана заточеништва, успео је да искочи кроз затворени прозор, онеспособи стражара и побегне.
Након тога био је борац Омладинске чете Севернохерцеговачког партизанског одреда. Истицао се храброшћу у многим борбама, а посебно се истакао у борбама на положају код Дражљева, када је његова чета водила тродневне борбе против вишеструко јачих италијанско-четничких снага, чиме је омогућила пребацивање партизанских јединица у источну Босну.
Када је августа 1942. године формирана Десета херцеговачка бригада, Милета је постао борац Прве чете у Првом гатачком батаљону. Заједно са овом јединицом учествовао је у нападу на Купрес, борбама на Ливно, нападу на Прозор и др. У борбама приликом преласка Неретве и касније током борби на Сутјесци, као и у борбама у Херцеговини и Црној Гори, Милета је постао један легендарних бораца Десете херцеговачке бригаде. Као све запаженији борац био је постављен за помоћника политичког комесара Прве чете у Првом батаљону Једанаесте херцеговачке бригаде.
Половином маја 1944. године, јаке окупаторско-квинслишке снаге покушале су да униште главнину 29. херцеговачке дивизије, на подручју Невесиња, Гацка и Билеће. Током ових борби Једанaeста херцеговачка бригада је 15. маја напала утврђене немачко-четничке положаје на брду Гат. Била је ово тешка борба у којој је погинуло 8, а рањено 12 партизана — међу погинулима су били командир Милан Мандић и Спасоје Марковић, политички комесар Прве чете, у којој је био и Милета. Пошто је напад био одбијен, Штаб бригаде је донео одлуку о повлачењу. Милета није желео да одступи, већ је држао одступницу својим борцима. Након повлачења главнине његовог батаљона, Милету су заробили Немци.
Немци су Милету повели у Гацко, а приликом проласка кроз Автовац, локални четници су одлучили да „откупе” Милету. Они су Немцима у замену за њега дали 60 грла стоке, коју су претходно опљачкали по гатачким селима од породица, чији су чланови били у партизанима или су били партизански сарадници. Четници су Милету три дана мучили у Автовцу и на крају су га 18. маја 1944. године обесили.
Указом Президијума Народне скупштине Федеративне Народне Републике Југославије, 20. децембра 1951. године, проглашен је за народног хероја.

## Породица
Поред Милете Окиљевића у редовима Народноослободилачке војске Југославије борила се и његова сестра Мара, као и двојица старије браће — Гојко и Миленко.
- Гојко Окиљевић, учесник НОР од 1941. године. Заробили су га 1943. црногорски четници. Био је мучен и убијен у четничком затвору у Колашину. Током боравка у овом затвору упознао га је књижевник Михајло Лалић, који је његов лик описао у роману „Свадба”.
- Миленко Окиљевић, рођен 1914. године, пре рата био подофицир Југословенске војске. Учесник НОР од 1941, члан КПЈ од 1942, био командант Првог гатачког батаљона Десете херцеговачке бригаде, а пред крај рата постао командант Дванаесте херцеговачке бригаде. Након ослобођења наставио војну каријеру у ЈНА и имао чин генерал-мајора.[3]
- Мара Окиљевић-Бјелица, рођена 1925. године, учесник НОР од 1941, члан СКОЈ-а од 1942, била болничарка у Десетој херцеговачкој бригади.[3]